# Lethacotyle
Genre
Lethacotyle est un genre de monogènes Polyopisthocotylea de la famille Protomicrocotylidae.

## Description
Les deux espèces sont des parasites sur les branchies de carangues dans l'Océan Pacifique,,,. On les a trouvées dans seulement trois localités, au large des Fidji, des îles Andaman,, et de la Nouvelle-Calédonie.
La particularité du genre Lethacotyle est que ses membres n'ont pas de pinces sur leur hapteur (l'organe d'attachement à l'arrière du corps), au contraire de la plupart des Monogènes Polyopisthocotylea qui ont un nombre variable de pinces.

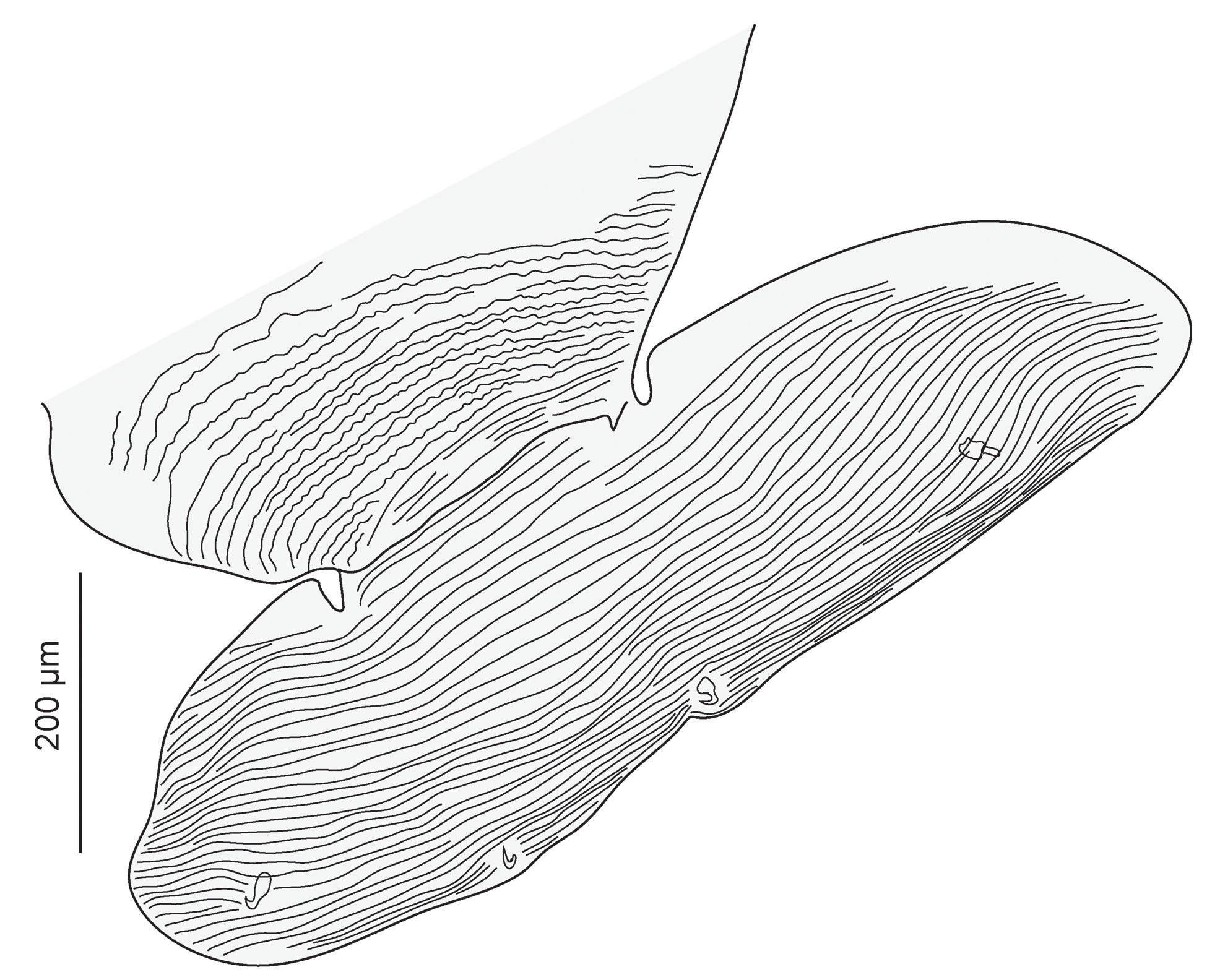
Dessin de la partie postérieure du corps de Lethacotyle vera, caractérisée par l'absence de pinces,

## Liste des espèces
Selon GBIF (17 décembre 2023) :
- Lethacotyle fijiensis Manter & Price, 1953[3].
- Lethacotyle vera Justine, Rahmouni, Gey, Schoelinck & Hoberg, 2013[1],[2].

## Classification
Le nom valide complet (avec auteur) de ce taxon est Lethacotyle Manter (d) & Prince (d), 1953,.

## Publication originale
- (en) H. W. Manter et Donald F. Prince, « Some Monogenetic Trematodes of marine fishes from Fiji », Proceedings of the Helminthological Society of Washington, États-Unis, vol. 20, no 2,‎ juillet 1953, p. 105-112 (ISSN 0018-0130, lire en ligne, consulté le 17 décembre 2023).